# Gabriel Zaid
Gabriel Zaid Giacoman (Monterrey, Nuevo León, 24 de enero de 1934) es un escritor mexicano.

## Semblanza
Estudió en el Instituto Tecnológico de Monterrey y obtuvo el título de ingeniero mecánico administrador en 1955, graduándose con una tesis sobre la industria del libro, titulada Organización de la manufactura en talleres de impresión para la industria del libro en México, la cual fue publicada en 1959, en una imprenta llamada «Sistemas y Servicios Técnicos», donde cuidó la edición de un breve cuadernillo de Jorge Eugenio Ortiz Gallegos sobre Carlos Septién García.
En 1958, llegó a la Ciudad de México para trabajar en un despacho de consultores y en 1967 publicó sus primeros ensayos en el suplemento La Cultura en México, los cuales tenían la particularidad de utilizar humor e ironía con gran habilidad.
Fue consultor independiente desde 1962 y se convirtió en editor de directorios especializados. Fue miembro del consejo de la revista Vuelta de 1976 a 1992.
Como miembro del grupo editorial Vuelta y de su legado ha sido uno de los promotores y comentadores de la obra de Octavio Paz.
En cuanto a su labor poética, comenzó por participar en los Juegos Florales de Tehuacán en 1954 con su obra Fábula de Narciso y Ariadna. Diez años después, el Fondo de Cultura Económica publicó, bajo la colección «Letras Mexicanas», su libro de poemas, Seguimiento, precedido por un prólogo de Octavio Paz. Su poemario Reloj de Sol ha sido reconocido por ser una de las mejores recopilaciones de su obra poética.
En lo tocante a su obra como ensayista, se ha destacado por abarcar desde la crítica literaria hasta la nomenclatura de las calles, colonias y zonas postales de la Ciudad de México; pasa por las esferas políticas y sociales, critica las ideas preconcebidas y prejuicios en general que afectan el devenir de dichos ámbitos, como los lazos entre las élites gubernamentales y las instituciones de educación superior, el aparato burocrático del poder, el modelo económico mexicano, la distribución editorial, o la necesidad de replantear las prioridades de la vida. 
Ha sido colaborador en numerosos diarios y revistas, como la Revista de Bellas Artes, Cuadernos del Viento, La Vida Literaria, Plural, Diálogos, El Gallo Ilustrado, México en la Cultura, Revista de la Universidad de México, Vuelta y los periódicos del Grupo Reforma. Actualmente, escribe en Letras Libres y tiene una columna mensual en la revista Contenido, que se reproduce en varios periódicos. El 18 de septiembre de 2020, Zaid fue señalado por el presidente de México Andrés Manuel López Obrador como un "conservador" debido al desplegado emitido por diversos personajes como Enrique Krauze y Jorge Castañeda, firmado por Zaid, escrito que denuncia una supuesta violación a la libertad de expresión por parte del mandatario mexicano.

## Su opinión sobre Wikipedia
Gabriel Zaid, además de ser escritor y ensayista, es aficionado a los ordenadores. Un artículo suyo aborda analíticamente Wikipedia. La describe como recurso de un saber construido horizontalmente y, contrariamente a cierta opinión bastante difundida según la cual Wikipedia involucra un «cambio de paradigma», Zaid señala y argumenta una clara filiación de Wikipedia respecto de la añeja tradición renacentista.

## Premios y distinciones
Zaid obtuvo accésit en los Juegos Florales de Tehuacán en 1954 con Fábula de Narciso y Ariadna, obra que fue premiada por Alfonso Reyes, Carlos Pellicer y Salvador Novo. Aunque se considera que su publicación oficial fue en 1958 en Monterrey, Katharsis, la primera vez que se mostró al público como tal, fue en un diario de Tehuacán.
En 1979 recibió mención honorífica del Premio Banamex de Economía por El progreso improductivo sobre desarrollo económico en México.3 Obtuvo el Premio Xavier Villaurrutia en 1972 por su ensayo Leer poesía.4 Es miembro de El Colegio Nacional desde 1984; su discurso de ingreso fue Imprenta y vida pública. Homenaje a Daniel Cosío Villegas.5 El 20 de marzo de 1986 fue elegido miembro de la Academia Mexicana de la Lengua, tomó posesión de la silla XVI el 14 de septiembre de 1989, renunció a su puesto el 25 de noviembre de 2002.1

## Obra
Poesía

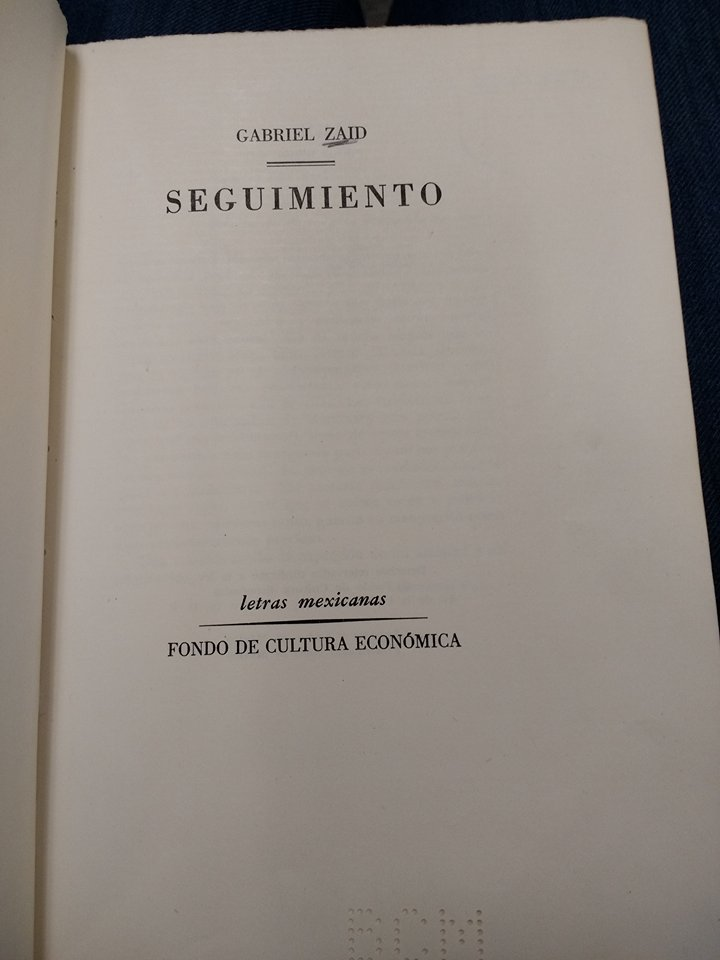
Edición príncipe de "Seguimiento", de Gabriel Zaid; 1964.

- Fábula de Narciso y Ariadna, Monterrey, Kátharsis, 1958, año de la primera edición.
- Seguimiento, Fondo de Cultura Económica, 1964.
- Campo nudista, Joaquín Mortiz, 1969.
- Práctica mortal, Fondo de Cultura Económica, Letras Mexicanas, 1973.
- Sonetos y canciones, El Tucán de Virginia, 1992; reedición, 2011.
- Canciones de Vidyapati, Taller Ditoria, (trabajo de traducción) 2008.
- Reloj de sol, El Colegio Nacional, 1995, con reediciones en 2007, 2012; Norma (Bogotá), 1995; Ave del Paraíso (Madrid), 1995; Conaculta, 1998, con reediciones en 2003, 2004; issste, 1999; Debolsillo, 2009.
- Tout est si clair que ça fait peur, Écrits des Forges (bilingüe, traducciones de Émile y Nicole Martel), 2001.
- The Selected Poetry of Gabriel Zaid, Paul Dry Books (bilingüe con traducciones de Altschul, Bleichmar, Damm, Hoffman, Lockwood, Rosing, Smith y Weinberger), 2014.
- Poemas musicalizados por Fabio Morábito (1980), Braulio Hornedo (1980, 1999), Tage Nielsen(1982), Carmen Leñero (1997), Leticia Servín (1999), Jeff M. Brown (2014), Rogelio Guedea (2018).
- El Genio de Singapur, Instituto Gardner, 2020

Ensayo
- Organización de la manufactura en talleres de impresión para la industria del libro en México, Monterrey, Sistemas y Servicios Técnicos, 1959
- La poesía, fundamento de la ciudad, Monterrey, Sierra Madre, 1963
- La máquina de cantar, Siglo XXI Editores, 1967

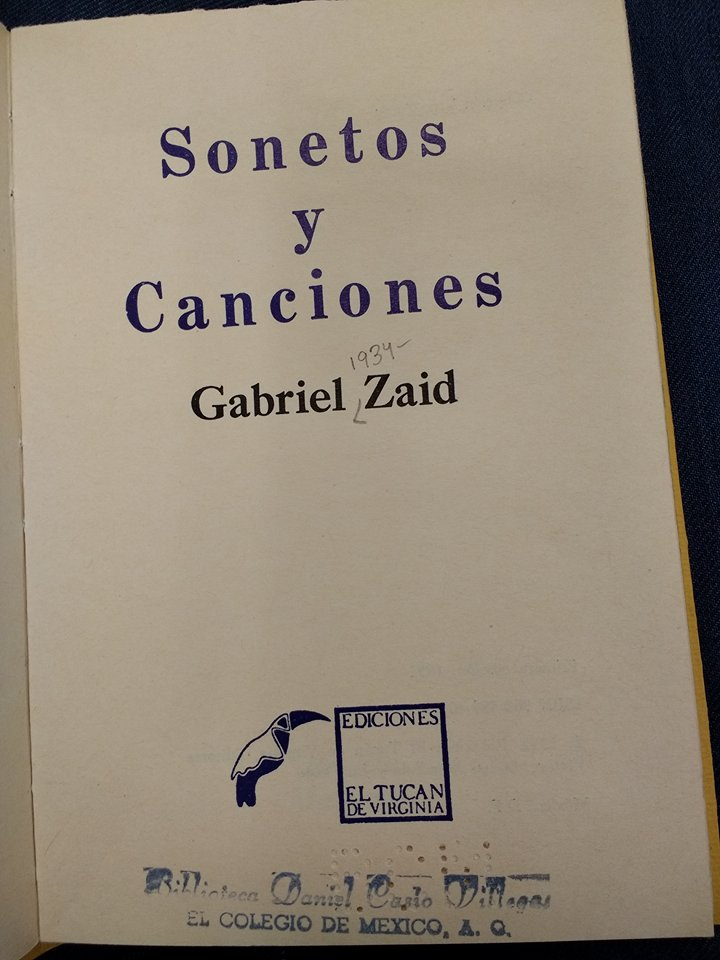
Edición príncipe de "Sonetos y canciones" de Gabriel Zaid; 1992.

- Los demasiados libros, Buenos Aires, Carlos Lohlé, 1972, como todos los volúmenes de ensayos de Zaid tiene sucesivas reediciones aumentadas y corregidas, la última, Debolsillo, 2010. Este libro ha sido traducido al inglés (2003), portugués de Brasil (2004), italiano (2005), francés (2005), alemán (2005), croata (2005), neerlandés (2006), esloveno (2006), portugués de Portugal (2008) y estonio (2011).
- Leer poesía, Cuadernos de Joaquín Mortiz, 1972, última reedición, Debolsillo, 2009
- Cómo leer en bicicleta, Cuadernos de Joaquín Mortiz, 1975, última reedición, Debolsillo, 2009
- El progreso improductivo, Siglo XXI Editores, 1979, última reedición, Debolsillo, 2009. Fue traducido al italiano (1986)
- La feria del progreso, Taurus, Madrid, 1982
- La poesía en la práctica, SEP Lecturas Mexicanas, primera serie, 1985, última reedición, Debolsillo, 2010
- La economía presidencial, Vuelta, 1987, última reedición, Debolsillo, 2011
- De los libros al poder, Grijalbo, 1988, última reedición, Debolsillo, 2011
- Legítima defensa de la exención autoral que hacen numerosos autores mexicanos con buenas razones y ejemplos desde los tiempos prehispánicos, Vuelta, 1993
- La nueva economía presidencial, Grijalbo, 1994
- Hacen falta empresarios creadores de empresarios, Océano, 1995
- Adiós al PRI, Océano, 1995
- Tres poetas católicos, Océano, 1997
- El secreto de la fama, Lumen, 2009. Se publicó primero traducido al inglés (2008) y luego se tradujo al francés (2009), italiano (2010) y esloveno (2010)
- Empresarios oprimidos, Debolsillo, 2009
- Dinero para la cultura, Debate, 2013
- Cronología del progreso, Debate, 2016
- Mil palabras, Debate, 2018
- El poder corrompe, Debate, 2019

Como editor
- Ómnibus de poesía mexicana, Siglo XXI Editores, 1971
- Asamblea de poetas jóvenes de México, Siglo XXI, 1980
- Antología poética, de Manuel Ponce,  Fondo de Cultura Económica, 1980
- Daniel Cosío Villegas. Imprenta y vida pública, Fondo de Cultura Económica, 1985
- Legítima defensa de la exención cultural que hacen numerosos autores mexicanos con buenas razones y ejemplos desde los tiempos prehispánicos, Vuelta, 1993
- Antología mínima, de Carlos Pellicer, Fondo de Cultura Económica, Letras Mexicanas, 2001

Selecciones, recopilaciones, antologías
- Cuestionario: poemas 1952-1976, Fondo de Cultura Económica, Letras Mexicanas, 1976
- El Colegio Nacional está reuniendo sus libros y ha publicado Obras 1 (1995), Obras 2 (1993), Obras 3 (2004), Obras 4 (2017) y Obras 5 (2017).
- Antología general, Océano, 2004 (selección, estudio preliminar y apéndices de Eduardo Mejía)
- Leer, Océano, 2012 (selección y prólogo de Fernando García Ramírez)
- Gabriel Zaid: Apartado M 8534, antología (selección y prólogo de Minerva Margarita Villarreal), Conaculta, 2014
- El costo de leer y otros ensayos (selección y prólogo de Juan Domingo Argüelles), Conaculta, 2014

## Vida personal
No se tiene mucha información sobre la vida de Gabriel Zaid, pues una de sus características principales es el ser reconocido únicamente por su obra. Según el escritor Enrique Krauze, Zaid "nunca ha otorgado una entrevista, de igual manera, no se toma fotos públicamente ni deja que se las tomen".
En 1993, el fotógrafo mexicano Pedro Valtierra se vio envuelto en un problema legal debido a una demanda que Zaid puso en su contra por haber tomado una fotografía suya sin autorización en un evento público.
Está casado con Basia Batorska, artista de origen polaco.